# Molière
Jean-Baptiste Poquelin (París, 15 de enero de 1622-París, 17 de febrero de 1673), llamado Molière, fue un dramaturgo, actor y poeta francés, del siglo XVII. Ampliamente considerado como uno de los mejores escritores de la lengua francesa y la literatura universal. Dedicó su vida a escribir obras cómicas sobre mayoritariamente la desconfianza que tenía con los médicos. Ya que tuvo una trágica situación con la muerte de sus dos hijos más la de su compañera y amiga Madeline Béjart. Sus obras existentes incluyen comedias, farsas, tragicomedias, comédie-ballets y más. Perteneciente al Gran Siglo francés, maestro del Clasicismo imperante en la Francia del siglo XVII, sus obras de teatro se han traducido a todas las lenguas vivas principales y son actuadas en la Comédie-Française más a menudo que las de cualquier otro dramaturgo actualmente. Es tal su influencia que el idioma francés es a menudo llamado «la lengua de Molière».
Nacido en el seno de una familia próspera y habiendo estudiado en el Collège de Clermont (el actual Liceo Louis-le-Grand), donde también estudió Voltaire, Molière estaba bien preparado para iniciar una vida en el teatro. Trece años como actor itinerante le ayudaron a pulir sus habilidades para la comedia mientras empezaba a escribir, combinando elementos de la Comedia del arte con la comedia francesa más refinada.
Gracias al mecenazgo de aristócratas como Felipe I, duque de Orleans (hermano de Luis XIV), Molière consiguió una función especial ante el rey en el Louvre. En ella, Molière representó una obra clásica de Pierre Corneille (Nicomedes) y una farsa de su propia autoría, El médico enamorado, y se le otorgó el uso de la salle du Petit-Bourbon, cerca del Louvre, una espaciosa sala destinada a funciones teatrales. Posteriormente, se le concedió el uso del teatro del Palais-Royal. En ambos lugares, Molière alcanzó el éxito entre los parisinos con obras como Las preciosas ridículas, La escuela de los maridos o La escuela de las mujeres. Este favor real le valió una pensión real a su compañía y el título de Troupe du Roi («Compañía del rey»). Molière continuó siendo el escritor oficial de los espectáculos de la corte.
A pesar de la adulación de la corte y de los parisinos, las sátiras de Molière atrajeron críticas de parte de otros círculos. Por la impiedad de Tartufo, la Iglesia católica en Francia denunció este estudio sobre la hipocresía religiosa, a lo que siguió una prohibición del Parlamento, mientras que Don Juan fue retirada y nunca más representada por Molière. Su arduo trabajo cumpliendo tantas funciones en el teatro pasó factura a su salud y, para 1667, se vio obligado a tomarse un descanso de los escenarios. En 1673, durante una producción de su última obra teatral, El enfermo imaginario, Molière, que sufría de tuberculosis, sufrió un ataque de tos y una hemorragia mientras interpretaba al hipocondríaco Argan, y aunque terminó la función, se desplomó de nuevo y murió unas horas después, a los 51 años de edad.
Despiadado con la pedantería de los falsos sabios, la mentira de los médicos ignorantes, la pretenciosidad de los burgueses enriquecidos, Molière exalta la juventud, a la que quiere liberar de restricciones absurdas. Muy alejado de la devoción o del ascetismo, su papel de moralista termina en el mismo lugar en el que él lo definió: «No sé si no es mejor trabajar en rectificar y suavizar las pasiones humanas que pretender eliminarlas por completo», y su principal objetivo fue el de «hacer reír a la gente honrada». Puede decirse, por tanto, que hizo suya la divisa que aparecía sobre los teatritos ambulantes italianos a partir de los años 1620 en Francia, con respecto a la comedia: Castigat ridendo mores, «Corrige las costumbres riendo», tomada del poeta neolatino francés Jean de Santeul (1630-1697).

## Juventud

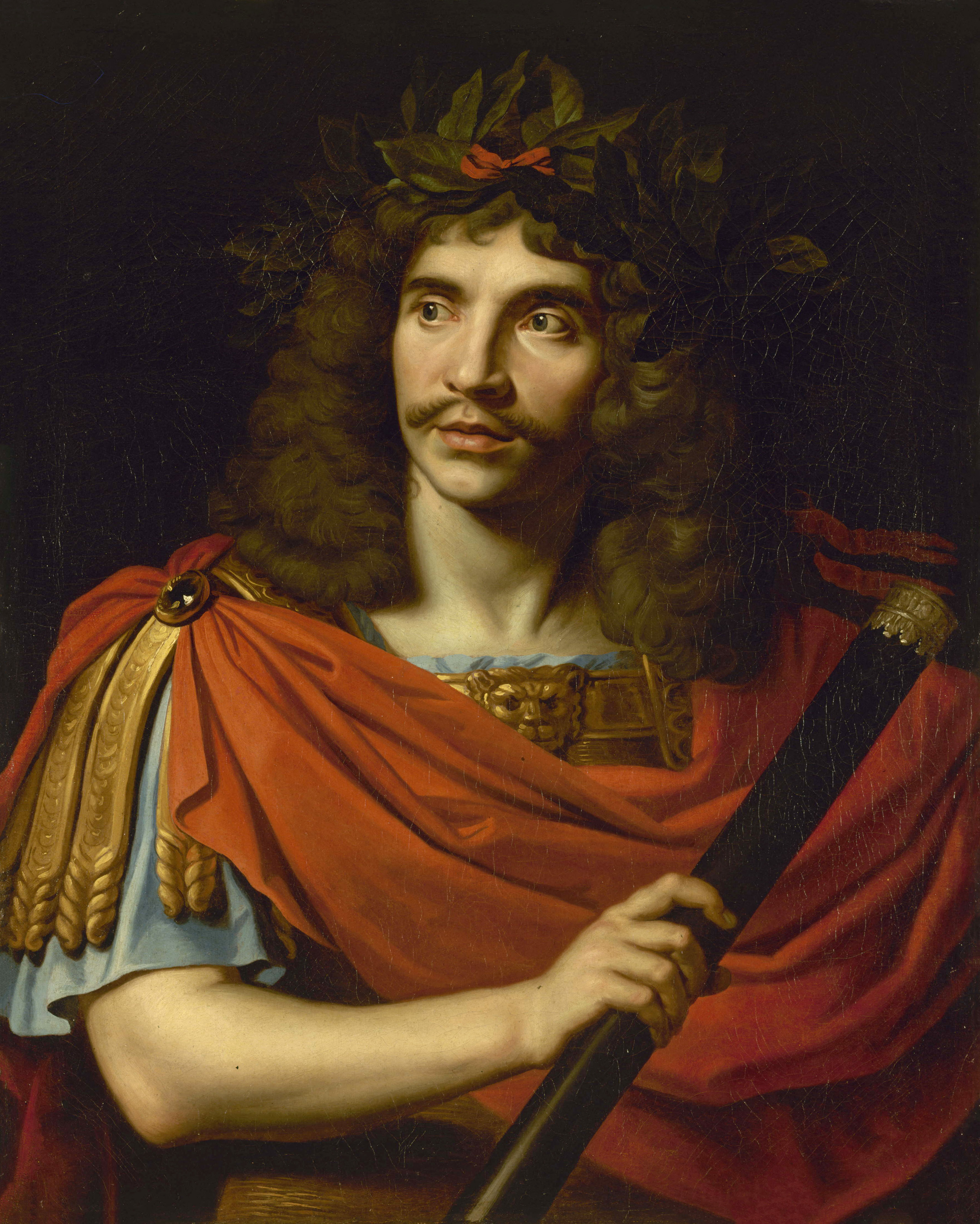
Molière en el papel de César en La muerte de Pompeyo, por Nicolas Mignard (1658).

La vida de Molière se documentó desde muy pronto; ya Voltaire le escribió una temprana biografía, que acompañó con comentarios a cada una de sus obras. Hijo del tapicero real Jean Poquelin y de Marie Cressé, se atribuye a sus tíos (sin que esto sea seguro) la razón de su interés por el teatro, ya que a menudo lo llevaban a ver piezas representadas.
Perdió a su madre a la edad de 10 años (1632) y, aunque no parece haber sido particularmente afectuoso con su padre, vivió con él en un piso alto del Pavillon des Singes, en la calle Saint-Honoré, sita en un barrio pudiente de París; su padre se volvió a casar y enviudó de nuevo en 1636. Molière había iniciado estudios en 1633, a los once años, en el colegio jesuita de Clermont, actual liceo Louis-le-Grand, donde se codeó con la levantisca nobleza francesa, sometida con mano de hierro por el cardenal Richelieu, valido de Luis XIII, hasta 1639. Estudia derecho en Orleáns entre 1640 y 1642 y, una vez licenciado, se colegia, aunque solo durante seis meses. Por entonces frecuenta el círculo libertino del filósofo epicúreo Pierre Gassendi, Claude-Emmanuel Luillier, llamado Chapelle, Cyrano de Bergerac y Charles Coypeau de Assoucy. Sustituye entonces a su padre (1642) en el oficio de tapicero del rey Luis XIII, y se relaciona con la familia de comediantes Béjart.

## Inicios difíciles
Pero ansiaba consagrarse solo a la farándula y el 30 de junio de 1643 Jean-Baptiste firmó con los Béjart el acta de constitución de L'Illustre Théâtre / El Ilustre Teatro. La directora será Madeleine Béjart, de la que andaba enamorado; inician un largo periodo de giras por provincias, sobre todo por el sur de Francia e incluso se presentan en París el uno de enero de 1644; el papel de Molière no consiste solo en actuar, sino en escribir farsas y desde 1644, ya con el sobrenombre de Molière, incluso dirige la compañía, algo que volverá a hacer en 1650.
Sin embargo el éxito se hizo esperar y, con suerte, solo cosechaban medianas recaudaciones con un repertorio de tragedias de Pierre Corneille y otros autores, además de farsas y pantomimas al estilo de la Commedia dell'Arte en forma de intermedios en las tragedias, a fin de atraer a todo tipo de público. Tras una racha de varios fracasos, la compañía llegó a acumular tantas deudas que el director Molière fue encarcelado varios días en 1645. Una vez en libertad, la compañía se fusionó con la de Charles Dufresne, protegido por el duque de Epernon, e hizo una gira por Nantes, Toulouse, Albi, Poitiers, Toulouse, Narbonne, Agen y Pézenas.
Entre 1645 y 1658 se fue formando como actor y dramaturgo; escribió esbozos de farsas así como sus dos primeras comedias, El atolondrado o los contratiempos (L'Étourdi ou les Contretemps), estrenada en Lyon en 1655, y El despecho amoroso (Le Dépit Amoureux) en la que introduce al personaje de Crascarilles, representada por vez primera en Béziers en 1656. Pero lo importante fue que desde 1653 el poderoso príncipe de Conti, quien tenía un ala propia al lado de la de su hermano, el Gran Condé, en el Palacio de Versalles, y acababa de ser nombrado gobernador de la Guyena y el Languedoc, había empezado a proteger a la compañía, e incluso le había otorgado una pensión de 6000 libras en 1655. 
Poco duró esta protección: de súbito De Conti se convirtió a una religiosidad católica intransigente, y el 20 de diciembre de 1656 les retiró no solo esa asignación, sino que se volvió enemigo por motivos morales de toda forma de farándula y espectáculo teatral; la compañía pasó a depender entonces del gobernador de Normandía. En Ruan Molière conoció a Corneille.

## El principio de la gloria
Al volver a París en octubre de 1658, protegido por Felipe I de Orleans, hermano del rey, interpretó ante Luis XIV una tragedia de Corneille, Nicomedes, que aburrió, y una farsa escrita e interpretada por él mismo, El doctor enamorado, que divirtió, pero no se ha conservado. Molière lucía un gran talento cómico y su voz y mímica desencadenaron las risas. Pronto la compañía alcanzó una reputación inigualable en lo cómico con El desengaño amoroso y sobre todo con la primera de las grandes comedias de Molière, Las preciosas ridículas (Les précieuses ridicules, 1659), que consiguió un éxito enorme y confirmó el favor del joven rey Luis XIV hasta el punto de que este los instaló en un teatro estable en el Petit-Bourbon, en donde actuaban alternándose con la compañía italiana Scaramouche, así llamada por el tópico personaje cómico italiano vestido de negro.
En 1659 la compañía de Molière había sufrido una gran reestructuración: Charles Dufresne se retiró, Du Parc y Marquise se unieron a la compañía del Teatro du Marais, y entraron en la farándula La Grange, futuro editor de Molière, el célebre actor de farsas Julien Bedeau, apodado "Jodelet" por el personaje de Scarron, y su hermano L’Espy, así como Du Croisy y su mujer. Sganarelle ou le Cocu imaginaire /  Esganarel o El cornudo imaginario (1660) confirma la buena fama cómica de Molière (fue su pieza más representada en vida del autor), quien, no obstante, no alcanza a competir con las compañías especializadas en el género trágico; en esta comedia creó el famoso personaje de Sganarelle, que recuperaría muchas veces en otras obras y al que siempre interpretó él mismo. Sin embargo, el Petit-Bourbon fue derribado en 1660 para construir la columnata del Louvre y, después de un difícil invierno sin trabajar, en que las compañías rivales del Hôtel de Bourgogne y del Marais intentaron dividir la compañía de Molière haciendo a sus comediantes distintas proposiciones, todos permanecieron fieles y unidos en torno al comediógrafo. El rey los trasladó en 1661 al Palais-Royal o Palacio Real, donde el cuatro de noviembre estrena Les facheux (Los inoportunos) con música de Lully y un éxito abrumador: 39 representaciones seguidas. Todavía intentó Molière destacar en la tragedia, y su canto del cisne en el género fue Don García de Navarra, un fracaso del que se desquitó con el éxito de la comedia La escuela de los maridos, estrenada en junio de ese año en el lujoso palacio del superintendente Fouquet, quien caerá al poco tiempo y será sustituido por Colbert.

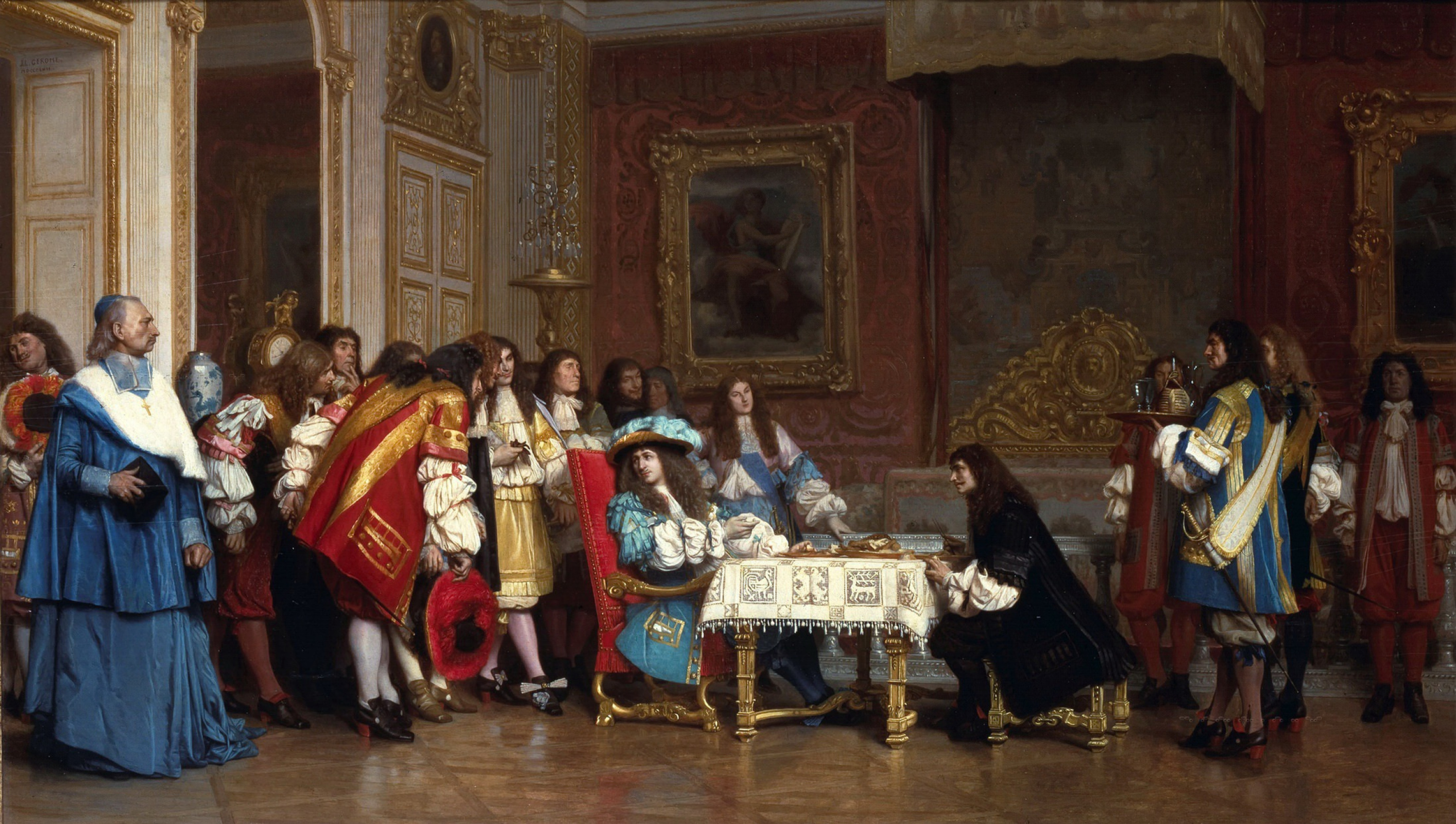
Luis XIV invita a Molière a compartir su cena; por Gérôme (1863).

La muerte del cardenal Mazarino vuelve más fuerte el poder del Rey. El 20 de febrero de 1662 Molière se casó con Armande Béjart, hija de Madeleine, quien tenía unos veinte años menos que él. El mismo año abordó un tema poco corriente en su época: la condición de la mujer, y La escuela de las mujeres (L'École des femmes) fue un gran éxito. Pero el partido dévote o devoto y sobre todo su sociedad secreta, la Compañía del Santo Sacramento, protegida por la reina madre Ana de Austria, consideraban a Molière un libertino o descreído y temían la influencia que podría ejercer sobre el rey, sobre todo después de que Molière representara en Versalles entre el 8 y el 14 de mayo de 1662 y el 26 de diciembre La escuela de las mujeres, por lo que declararon obscena e irreligiosa esta obra. Además, la protección del Rey había despertado los celos en otras compañías teatrales y se chismorrea interesadamente, por ejemplo, que su esposa Armande no es sino la hija que tuvo con Madeleine Béjart.
Edmé Boursault, amigo de los Corneille, hizo representar en el Hôtel de Bourgogne Le Portrait du peintre ou la Contre-critique de L’École des femmes / El retrato del pintor o la contracrítica de La escuela de las mujeres, seguida de la triste Chanson à la coquille, obra obscena y ordinaria dirigida contra Madeleine Béjart y el mismo Molière.
Molière contraatacó ridiculizando a sus adversarios en La crítica de la escuela de las mujeres (La Critique de l’École des femmes), representada en agosto de 1663, y en el Impromptu de Versalles (L'Impromptu de Versailles), que lo fue en octubre. La guerra entre Molière y sus detractores devotos ha empezado y el Rey, de momento, pese a su favorable inclinación hacia el cómico, no interviene todavía. Por entonces ya estaba fraguando su Tartufo, y en 1663 representó los tres primeros actos ante el rey. 
En 1664 se nombró responsable de las diversiones de la corte a Molière, e incluso el propio rey Luis y Henriette o Enriqueta de Inglaterra apadrinan a su primer hijo, Luis, que fallecerá unos meses después. Molière puso en marcha Los placeres de la Isla encantada y representó La princesa de Élide / La Princesse d’Élide, en donde mezclaba texto, música y danza y recurría a maquinaria escénica sofisticada.
Ese mismo año Molière concluyó su Tartufo / Tartuffe, donde denunciaba la hipocresía religiosa; Tartufo aparecía vestido de cura y con cilicio. El escándalo que se levantó entre los beatos fue de tal calibre que el rey prohibió durante cinco años la obra. A pesar de ello, Molière llevó a cabo algunas representaciones privadas y reescribió la obra dos veces al menos para sortear los reparos; esta pieza cuenta, pues, con un abundante subtexto.
El 15 de febrero de 1665 se estrena su obra Don Juan (Dom Juan), inspirada en El burlador de Sevilla, atribuida a Tirso de Molina, a través del Festin de Pierre ou Le fils criminel de Nicolas Drouin, llamado Dorimond (1659), pero solo llega a las quince representaciones, pues tras el cierre cuaresmal de los teatros el partido dévote presiona tan fuertemente a Molière que es él mismo el que no repone la obra. Se critica en ella la figura del libertino, que Molière conoce tan bien y al que hace decir a su criado Sganarelle lo siguiente:

Nadie se avergüenza ya de comportarse así: la hipocresía es una moda. Y un vicio que está de moda viene a ser como una virtud. El mejor papel que se puede desempeñar en estos tiempos es el de hombre de bien. Y el profesar la hipocresía ofrece ventajas admirables. Es un arte cuya impostura se respeta siempre. Y, aunque se descubra, nadie se atreve a criticarla. Todos los otros vicios están expuestos a la censura y cada cual es libre de atacarlos abiertamente. Pero la hipocresía es un vicio privilegiado que amordaza todas las bocas con su mano fuerte y goza en paz de una impunidad soberana. El hipócrita, a fuerza de mojigatería, llega a formar una unión estrecha con los hombres del partido devoto que topar con uno es echárselos a todos encima, hasta aquellos que obran de buena fe, según la opinión general. Hasta aquellos, digo, de cuyos sentimientos religiosos nadie puede dudar, se dejan engañar siempre por los otros, caen de lleno en los lazos que les tienden los santurrones y apoyan ciegamente con sus actos a aquellos falsarios. ¿A cuántos crees tú que conozco que, gracias a esta estratagema, lograron reparar hábilmente los desórdenes de su mocedad, se embozaron en la capa de la religión y, con hábito tan respetado, han conservado el derecho a ser los más perversos del mundo? Por más que se sepan sus intrigas y se les conozca tal cual son, no dejan de disfrutar de la estima general. Con humillar de vez en cuando la cabeza, lanzar algún que otro suspiro de mortificación o poner los ojos en blanco, hallan perdonados todo desmán comisible. So techo tan favorable pretendo encontrar mi salvación, poniendo mis negocios a buen recaudo [...] Y, si por acaso viviera a ser descubierto, vería cómo, sin dar yo un paso, se interesaban por mí todos los cofrades y salían a defenderme contra quien fuere. En suma, este es el verdadero modo de hacer impune cuanto me apetezca: me convertiré en censor de las acciones ajenas; a todos juzgaré mal y solo tendré buena opinión de mí. [...] Hostigaré a mis enemigos: les acusaré de impíos [...] Así es como hay que aprovecharse de las flaquezas, así es como un hombre juicioso se acomoda a los vicios de su época.

Fue Dom Juan, tras Tartufo, la comedia más censurada y perseguida de Molière. La obra no se repuso hasta 1677, y solamente en una versión expurgada y versificada por Thomas Corneille. En cuanto a su edición, hizo falta esperar al año 1683 para que un librero de Ámsterdam publicara el texto íntegro. En vez de "Dios" se ponía la palabra "Cielo" y en vez de "Iglesia", "templo". Sin embargo, la compañía recibe por fin el apoyo del rey, quien concede una pensión de 7000 libras a sus cómicos y la autoriza a llamarse "Compañía Real". El 14 de diciembre de 1665 estrena una farsa tradicional, El amor médico, pero Molière cae gravemente enfermo.
Estrena en 1666 dos obras maestras, El misántropo (Le Misanthrope) y El médico a palos / Le Médecin malgré lui. En El misántropo expresa su amargura tras separarse de Armande e introduce un nuevo tipo de necio, un hombre de elevados principios morales que critica constantemente la debilidad y estulticia de los demás y, sin embargo, es incapaz de ver los defectos de Célimène, la muchacha de la que se ha enamorado y que encarna a esa sociedad que él condena.

## Las últimas obras

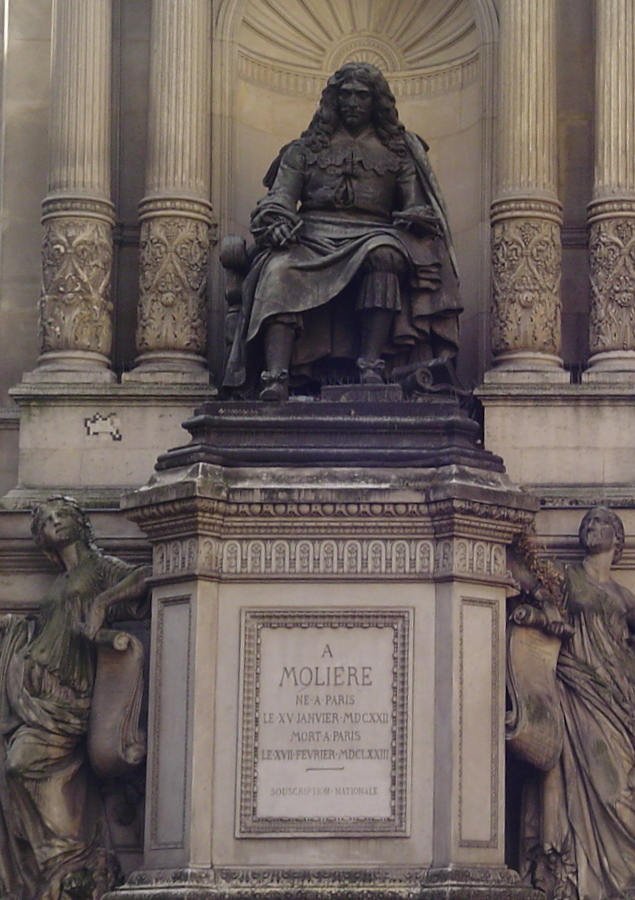
Estatua de Molière, en la esquina de la Rue de Richelieu y la Rue Molière en París, Francia.

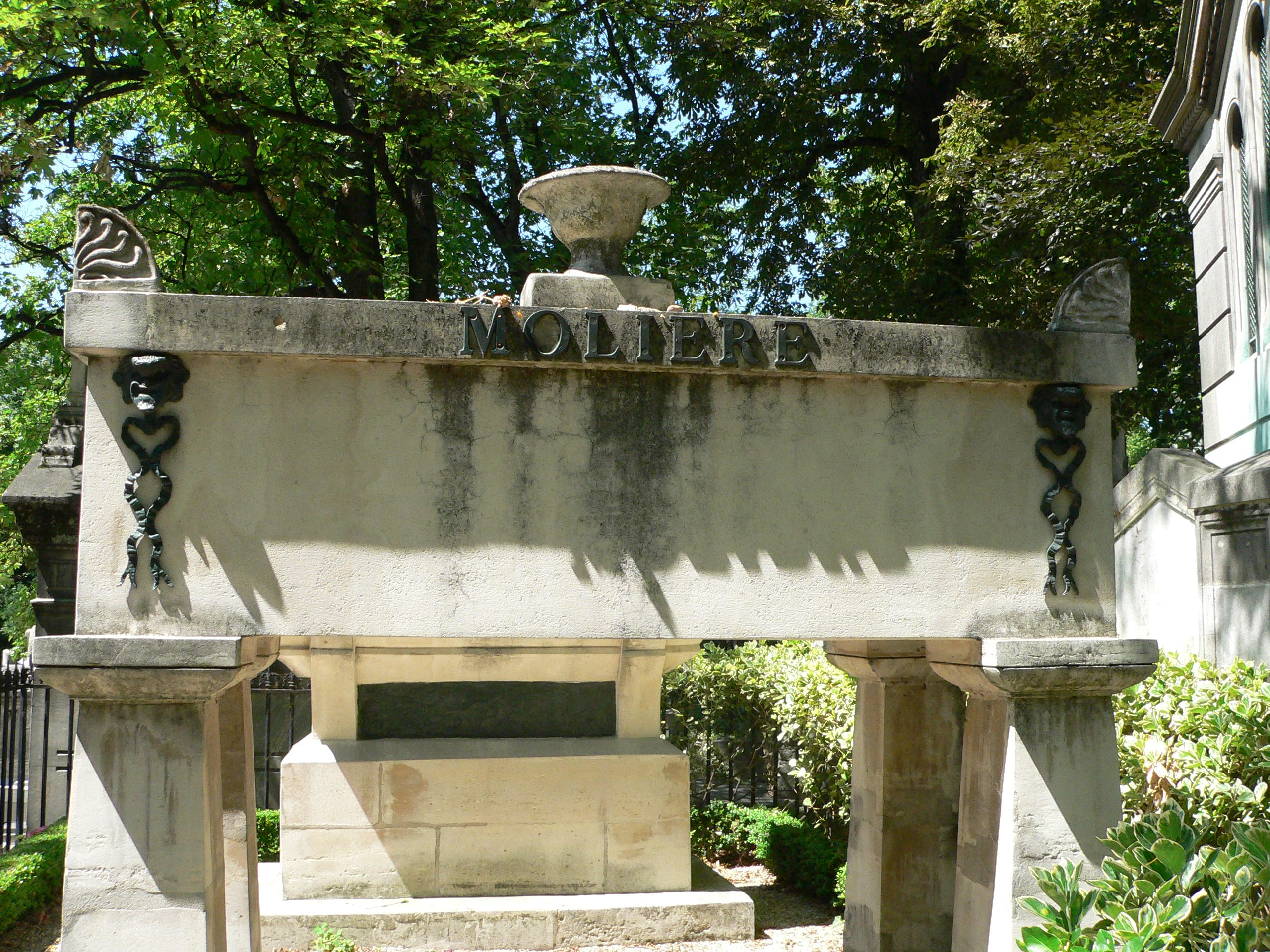
Tumba de Molière, en el cementerio de Père Lachaise, París.

En los años siguientes Molière intentó desesperadamente reponerse de su tuberculosis, enfermedad entonces casi siempre fatal, y atravesó por periodos de recuperación y recaída. Aparte de que Colbert creó en 1666 un Consejo de Policía que aumentó la presión de la censura en todos los órdenes, tenía que lidiar además con una oposición reforzada a su teatro por parte del partido devoto: se aliaron contra él el príncipe de Conti, quien en un póstumo Trait de la comédie / Tratado de la comedia (1666) lo acusa de hacer caer al teatro en el libertinismo; Jean Racine, y el erudito François Hédelin, abate D'Aubignac, a quien todo el mundo hacía caso. Molière seguía actuando irregularmente, pero no dejó de escribir, y en diciembre de 1666 volvió a Versalles para estrenar su Ballet de las Musas y representar Melicerte y El siciliano, o El Amor pintor /  Le Sicilien ou l’Amour peintre..
En 1667 sufre una recaída de seis meses, pero redacta y consigue estrenar la segunda versión del Tartufo bajo el título de Panulfo o El impostor; sin embargo el arzobispo de París Hardouin de Péréfixe convence al primer presidente del Parlamento para prohibir la obra al día siguiente de su estreno. No lo puede impedir el rey, porque está en la campaña de Flandes, y aunque Molière le pide su intercesión, no logra nada. En 1668 estrena dos obras menores con aparato: el 13 de enero y en el Palais Royal, Anfitrión / Amphitryon, que conoce 28 representaciones, y, el 18 de julio y en Versalles, Georges Dandin. Una nueva obra maestra es El avaro (L'Avare), estrenada el 9 de septiembre del mismo año en el Palais Royal. Al fin se levantó la prohibición sobre la tercera versión del Tartufo, que se estrena el 5 de febrero de 1669, en cinco actos y con final feliz, y alcanzó un enorme éxito: cuarenta y cuatro representaciones sucesivas, toda una marca o récord entonces. Se presenta ahí a la falsa devoción como la gran corruptora de las costumbres. Y así lo proclama Tartufo a la casada que pretende seducir:

Conozco el arte de eliminar escrúpulos. En efecto, el Cielo prohíbe ciertos deleites; pero se pueden encontrar arreglos con él. (Está hablando un criminal.) Según las diferentes necesidades, existe una ciencia que enseña a relajar el rigor de la conciencia y a corregir lo malo de los actos con la pureza de la intención. Ya os instruiremos en esos secretos; basta por ahora que os dejéis guiar. Satisfaced mi deseo y no tengáis temor. Yo respondo de todo y tomo el mal para mí [...] El mal reside únicamente en la publicidad que se le da. El escándalo público es el que ofende al Cielo, y pecar en silencio es como no pecar [...] Vuestro marido es un Juan Lanas (Molière, Tartufo, acto IV, escena quinta).

En el prólogo a la edición del tercer Tartufo, hace ver Molière la lucha que ha debido mantener por estrenar su comedia. Si unos padres de la iglesia apoyan la comedia, otros denigran el teatro: "La única conclusión que se puede sacar de aquella divergencia de opiniones en unos espíritus inspirados por una misma verdad es que ambos consideraron la comedia de modo distinto, y mientras unos la contemplaron en su pureza, otros la vieron en su corrupción... De lo que se trata es de discutir de las cosas, no sobre las palabras... No hay que confundir nunca el mal uso del arte con la finalidad del mismo... Si el fin de la comedia consiste en corregir los vicios de los hombres, no veo por qué motivo ha de haber vicios privilegiados". Y al final menciona una anécdota importante:

A los ocho días de su prohibición, representose ante la corte una obra titulada Scaramouche ermitaño. Al salir díjole el Rey al gran príncipe de marras: "Me gustaría saber por qué se escandaliza tanto la gente con la comedia de Molière y no dice nada de la de Scaramouche". a lo cual respondió el príncipe: "La causa consiste en que la comedia de Scaramouche se burla del Cielo y de la religión, cosa que a esos caballeros les importa muy poco, mientras que la de Molière se burla de ellos, y esto es lo que no pueden sufrir".

El padre de Molière falleció el 27 del mismo mes; el seis de octubre del mismo año Molière estrenó en el Castillo de Chambord El señor de Pourceaugnac.
No descansaban los detractores de Molière. En 1670 se estrena la comedia de un ilustre desconocido, Le Boulanger de Chalussay, tal vez un pseudónimo, destinada a difamar la vida privada de Molière y sus actores, Élomire Hypocondre, ou Les médecins vengués, donde el nombre del comediógrafo es fácilmente reconocible en forma de anagrama. Pero, como el poder del Rey se ha fortalecido, Molière, en comandita con el compositor Jean-Baptiste Lully, pasa a ser el proveedor de espectáculos para la Corte. Los amantes magníficos se estrena el cuatro de febrero de 1670 en Saint-Germain y El burgués gentilhombre el catorce de octubre en la Sala de los guardas del primer piso del Castillo de Chambord. Se trata de una comedia-ballet con música de Lully, donde se ridiculiza al rico e ingenuo comerciante Monsieur Jourdain, que aspira a ser recibido en la corte y es timado por un desaprensivo que lo embauca con falsas promesas, de forma que el futuro e ignorante caballero se prepara para ser recibido tomando clases de música, baile, esgrima y filosofía; se hizo tópica la escena en que monsieur Jourdain averigüa que está hablando en prosa sin saberlo. Después, el 24 de mayo de 1671, estrenó Los enredos de Scapin / Les Fourberies de Scapin. Comedias intrascendentes y apresuradas, como La condesa de Escarbagnas, y Psyché (escrita a causa de las prisas en colaboración con Pierre Corneille y Philippe Quinault) preparan Las mujeres sabias, una alta comedia de las mejores del autor, estrenada en 1672. Pero fallece la que todo lo fue para Molière (amiga, amante, socia fundadora antes que resignada suegra): Madeleine Béjart, y además muere a los pocos días de nacer su segundo hijo.
.

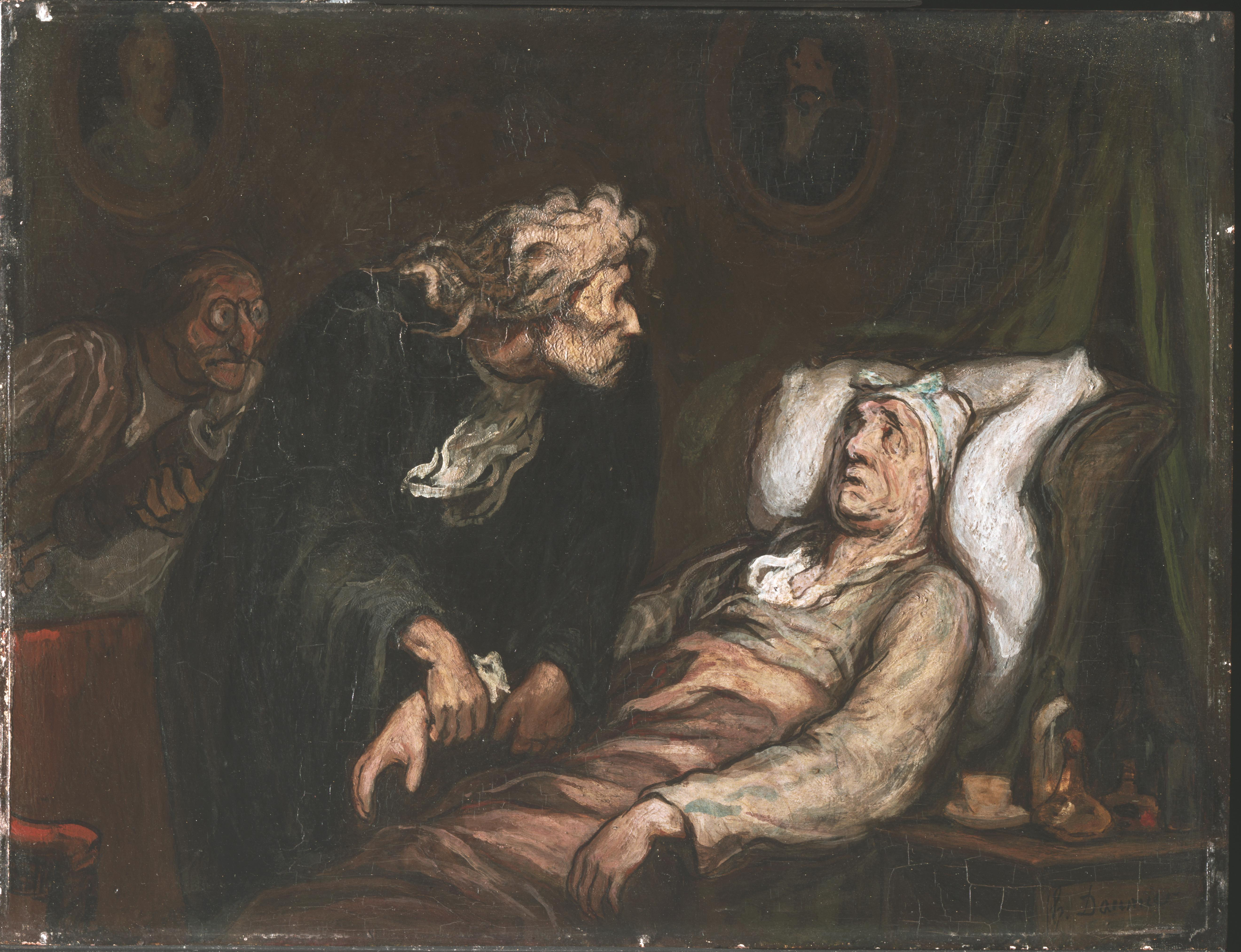
El enfermo imaginario de Honoré Daumier

Su última obra es El enfermo imaginario / Le Malade imaginaire, estrenada el diez de febrero de 1673 y lo cierto es que no tenía que esforzarse en representar el papel principal: sufrió un ataque agudo de hemoptisis en el curso de la cuarta representación, el 17 de febrero de 1673, y lo llevaron a su domicilio; su mujer no encontró un sacerdote que le diera la extremaunción y murió sin renegar de su profesión de actor, considerada inmoral por la Iglesia. Bajo la ley francesa de aquel tiempo, no estaba permitido que los actores fueran enterrados en el terreno sagrado de un cementerio. Sin embargo, la viuda de Molière, Armande, le pidió al Rey que su cónyuge pudiera tener acceso a un funeral normal "por la noche, y sin ninguna pompa ni cortejo". El rey accedió y Molière fue enterrado en la parte del cementerio de Saint Joseph reservada a los ahores o niños no bautizados. Al año siguiente su mujer se volvió a casar, y para apaciguar la codicia y la envidia de sus herederos, el rey fundó el 21 de octubre de 1680 la Comédie Française o Comedia Francesa, institución que subsiste todavía hoy consagrada a representar el teatro clásico francés. La presunta fosa donde fue enterrado el gran comediógrafo fue hallada vacía en 1792 por los patriotas revolucionarios, quienes trataban de recuperar también los restos mortales del fabulista La Fontaine.
Generalmente en las representaciones de teatro se dice que trae mala suerte vestirse de verde en Francia, dado que Molière supuestamente habría sufrido el ataque estando en el teatro vestido de este color. Pero esto es controvertido; aunque la superstición existe, Molière iba vestido entonces de color amaranto, y cada país tiene su propio color prohibitivo en el teatro: en España es el amarillo, en Inglaterra el azul, y en Italia es el morado.

## Influencias
Molière era un gran lector; el inventario de su biblioteca menciona unos ciento ochenta volúmenes de historia y literatura, de los cuales cuarenta son comedias francesas, italianas y españolas. Los argumentos de Molière son a menudo poco originales, algo de lo que también se podría acusar a Shakespeare; a menudo las toma de algún autor menor. L'Étourdi, por ejemplo, es una imitación de L'Inavertito de Niccolò Barbieri (Turin, 1628). Le Dépit amoureux se inspira en Nicolo Secchi, L'Interesse (1581). Ya se ha hablado de cómo el Dom Juan viene de Tirso de Molina a través de Le Festin de pierre ou le Fils criminel (1659) de Dorimond, pero de los Adelfos de Terencio se toman algunos elementos de L'École des maris y de su Phormion la estructura de las Fourberies de Scapin. Dom Garcie de Navarre ou le Prince jaloux es además una adaptación de Le gelosie fortunate del principe Rodrigo de Giacinto Andrea Cicognini, mientras que La Princesse d'Élide lo es de una pieza de Agustín Moreto. L'École des maris combina una comedia española de Antonio Hurtado de Mendoza con una farsa italiana; L'École des femmes contamina una novela de Paul Scarron (por cierto, gran plagiador de hispanos) con una farsa italiana; el Tartuffe toma sobre todo de Flaminio Scala, Vital d'Audiguier y Antoine Le Métel d'Ouville, así como, más accesoriamente, de otra novela de Scarron, Les Hypocrites, que contamina con los scenari italianos y, según algunos, con la pieza de Pietro Aretino Lo ipocrito. En Les Précieuses ridicules, Molière explota muy particularmente una obra de Charles Sorel sobre Les Lois de la galanterie, pero tomando la trama de L'Héritier ridicule (1649) de Scarron. Para Le Misantrophe el propio Molière admitió haberse inspirado en los fragmentos conservados de la obra homónima de Menandro, el gran autor de la comedia nueva griega. 
Entre sus influencias más generales destacan las comedias de Plauto, en especial en Anfitrión, inspirada en la comedia homónima del autor latino y El avaro, que deriva de un personaje de la Aulularia plautina. También parece haber hecho mal uso de una de las obras de Cyrano de Bergerac, El pedante burlado (Le Pédant Joué), de la cual copió una escena casi al pie de la letra.

## El teatro de Molière
Molière apenas tuvo amigos y sí muchos enemigos. Se ha demostrado que su filosofía de fondo procede de Gassendi, como ya advirtió Voltaire. Una de sus pocas amistades fue el poderoso tutor del rey Luis XIV, el filósofo escéptico François de La Mothe Le Vayer, y es lo cierto que hay mucho escepticismo y pirronismo lamothiano cuidadosamente encubierto en Molière, como apercibió una violenta (y anónima) Lettre sur la Comédie de l'Imposteur. 
Molière lleva a su culmen la comedia de costumbres y la comedia de carácter, aunque también utilizó los géneros de la farsa, la comedia de intriga y la comedia-ballet; para esta última trabajó solo con los músicos Jean-Baptiste Lully y más tarde Marc-Antoine Charpentier. Y aunque sus personajes están tomados del natural y son fruto de una cuidadosa observación de la realidad, son a la vez universales, tal como recomendaba Horacio; poseen siempre algún rasgo desmedrado y exagerado que constituye la raíz de su comicidad, de manera que el tema general de su teatro es moral y viene a reducirse a un ataque contra todo exceso: la demasiada franqueza de El misántropo, el desmesurado afán de quedar bien en sociedad de El burgués gentilhombre, el deseo inmoderado de atesorar de El avaro, la abundante piedad e hipocresía del Tartufo y, junto a esto, una defensa de la moderación y el equilibrio que propugnaba un sano clasicismo. Asume todas las unidades aristotélicas de acción, tiempo y lugar, y añade además la de estilo, por lo que su teatro es considerado una prolongación de la comedia clásica grecolatina. Su concepto de lo cómico aparece expreso en la Lettre sur la comédie de l'Imposteur, publicada anónima en 1667:

Para conocer lo cómico es preciso conocer lo racional, de lo cual lo cómico señala ausencia; y debemos ver en qué consiste lo racional... La incongruencia es el corazón de lo cómico... Y de esto se sigue que toda mentira, disfraz, engaño, disimulo, todo cuanto en el exterior se muestra diferente de la realidad, toda contradicción de hecho entre acciones que proceden de una misma fuente, todo esto es en esencia cómico.

Pero Molière ha sido interpretado globalmente de tres maneras: como un libertino, como un naturalista o como un maestro del sentido común, y es lo cierto que todas estas perspectivas confluyen en él y es difícil juzgarlo sin alguna de ellas. Por otra parte, su clasicismo hace que sea adaptable a cualquier ideología, estética o época antigua o moderna. Y, aunque Pierre Louÿs intentó probar ingeniosamente en 1919 que su obra la escribió en realidad Pierre Corneille, los argumentos del editor de sus Obras completas Georges Forestier y los estudios de estilística computacional, con seis métodos distintos de análisis, han dictaminado que solo Molière es el autor de sus obras; es más, Corneille es el autor que más se aleja de su lenguaje y estilo.
A causa del influjo que sobre Molière ejercieron las farsas italianas de la Commedia dell'Arte, sus obras poseen un abundante subtexto no verbal, por lo que requieren de actores muy formados que puedan garantizar una adecuada representación.
Utiliza el verso en unas obras y la prosa en otras, y recurre a todas las formas de comicidad visual, de situación y verbal; de este último tipo, usa la ambigüedad, la repetición, los apartes, el quid pro quo, los malentendidos, el diálogo de sordos, el elogio paradójico o irónico (en el Dom Juan, el valet Sganarelle hace un elogio del tabaco, mientras que su señor lo hace de la infidelidad amorosa y de la hipocresía), la antífrasis y las parodias, y logra armonizar diferentes estilos o registros en el mismo personaje jugando sobre todo con la hipérbole (los personajes principales son a menudo afectados por una manía que lleva al extremo de los grotesco o improbable, dando lugar a la comicidad), pero también con la repetición y la simetría. También recurre a la amphigouri o bernardina.
Y aunque en su época le reprocharon haber recurrido a un género considerado bajo y vulgar como la farsa, su amigo el clasicista Nicolás Boileau asistía a sus estrenos y reía en ellos de buena gana, aunque denunciaba en su L'Art poétique las disparidades de tono y lo que juzgaba debilidades en la obra de Molière.
La estructura reiterada de sus comedias se centra en el fallo único de un héroe, aislado en su delirio imaginativo (enfermedad imaginaria, avaricia, devoción, esnobismo, etc.), que causa problemas dentro de una familia y se convierte, según la convención literaria, en un obstáculo para el matrimonio de los amantes; en consecuencia, otra novedad, el carácter del personaje determina directamente la trama.

## Traducciones al castellano y otras lenguas de España
Fueron tempranas las versiones que el teatro de Molière tuvo en español; ya en 1680 se llevó a
cabo en el Real Sitio del Retiro una función ante Carlos II y María Luisa de Orleáns, en la que, junto a la comedia de Pedro Calderón de la Barca Hado y divisa de Leonido y de Marfisa, se representó el sainete El labrador gentilhombre, calcado de Le Bourgeois gentilhomme de Molière.
Ya en el siglo XVIII hubo traducciones y adaptaciones múltiples; por mencionar solo algunas, las de Manuel de Iparraguirre (El avariento y El enfermo imaginario, 1753), Ramón de la Cruz (Las preciosas ridículas, en verso, aunque el original está en prosa, refundida por Manuel Catalina en 1867 con el título Las cultas latiniparlas, entre otras nueve piezas, por ejemplo, El casado por fuerza, adaptación de El matrimonio forzoso estrenada en 1767; El mal de la niña, traducción de El amor médico, 1768, etcétera), Juan José López de Sedano (El misántropo, 1778) y Cándido María Trigueros (La hipocresía castigada / Juan de Buen Alma, o El gazmoño / Tartufo, 1768). La representación de esta pieza en Sevilla por la compañía del ilustrado Pablo de Olavide fue de hecho una de las principales acusaciones que motivaron su caída en desgracia y encierro en la cárcel de la Inquisición en 1776. Un intento de reponer la pieza en 1777 en el teatro de la Cruz en Madrid, pese a haber pasado la censura en los términos de la Real Orden de 1753, impulsó su prohibición a las dos representaciones y su inclusión en el Index Librorum Prohibitorum / Índice de libros prohibidos del Vaticano por un edicto del 20 de junio de 1779. Leandro Fernández de Moratín y José Marchena fueron los más asiduos en un grupo en el que también entrarían Dámaso de Isusquiza, Ramón de la Cruz, Alberto Lista y, ya en el siglo XIX y en el XX, Manuel Bretón de los Herreros, Jacinto Benavente, Narciso Alonso Cortés, Enrique Llovet y Adolfo Marsillach).
El primero hizo versiones de La escuela de los maridos (1808) y El médico a palos (1814), y publicó unas Obras selectas de Moliére en francés y en español, traducidas por D. Leandro de Moratin, y continuadas por Estanislao de Cosca Vayo (Madrid: Imprenta de Repullés, 1834), y el segundo intentó traducir todo su teatro, en un proyecto auspiciado por José I, aunque solo han llegado a nosotros sus traducciones libres del Tartufo (El hipócrita, 1811) y La escuela de las mujeres (1812). Según Marcelino Menéndez Pelayo y Francisco Javier Hernández, sus versiones son casi insuperables por la fidelidad y naturalidad con que aclimata al idioma castellano el original francés, incluso cuando se trata de tecnicismos y sociolectos especiales.
En el siglo XIX pueden encontrarse entre otras las traducciones de El avaro de Dámaso de Isusquiza (Madrid, 1800) y de Juan de Dios Gil de Lara (Segovia, 1820). Más modernamente, en 1897 un joven Jacinto Benavente se atrevió a poner en escena la primera versión española del Dom Juan en el Teatro de Princesa, en Madrid. Julio Gómez de la Serna (1895-1983), hermano del más famoso Ramón, tradujo sus Obras completas (Madrid: Aguilar, 1945; reimpresa en 1951, 1957, 1961, 1966, 1973, 1987 y 1991) con un estudio preliminar y un censo de personajes, si bien se ha discutido modernamente su versión, y Francisco Javier Hernández tradujo Tres comedias (La escuela de los maridos, La escuela de las mujeres, Tartufo o El hipócrita), Madrid: Editora Nacional, 1977, por no hablar de las innúmeras traducciones sueltas, entre las que cabe mencionar las de Carlos Princivalle, la de Enrique Llovet que sirvió de base para el Tartufo montado por Adolfo Marsillach en 1970 y las de Mauro Armiño, José Escué, Carlos R. Dampierre, Carlos Ortega, Luis Martínez de Merlo y Encarnación García Fernández, entre muchos otros.
Las traducciones al catalán fueron muy tempranas también, y comienzan ya en el siglo XVIII con las del ilustrado y políglota Pedro Ramis. Alfons Maseras tradujo prácticamente sus obras completas para la editorial Barcino en ocho volúmenes publicados entre 1930 y 1936.
La primera traducción de Molière al gallego fue la de Le médecin malgré lui, realizada por el sacerdote y escritor Xosé Manuel Carballo Ferreiro en los años 1960 y publicada en la colección O Moucho de Edicións Castrelos. En 1986 Manuel Guede y Eduardo Alonso Rodríguez tradujeron Le malade imaginaire, que fue publicada en tres ocasiones desde entonces. Henrique Harguindey tradujo Le Bourgeois gentilhomme en 2007 y el Tartufo en 2010.

## Sus obras
- El atolondrado o los contratiempos (L'Étourdi ou les Contretemps, 1655).
- El doctor enamorado (Le Docteur amoureux, 1656) — farsa perdida que se representó ante Luis XIV.
- Las preciosas ridículas (Les précieuses ridicules, 1659).
- Sganarelle, (1660).
- Don García de Navarra (Dom Garcie de Navarre), 1661).
- La escuela de los maridos (L'école des maris, 1661).
- La escuela de las mujeres (L'École des femmes, 1662).
- La crítica de la escuela de las mujeres (La critique de l'école des femmes), 1663).
- El matrimonio forzado (Le Mariage Forcé, 1664).
- La princesa de Élide (La Princesse d’Élide, 1664).
- Don Juan (Dom Juan, 1665).
- El misántropo o El atrabiliario enamorado (Le Misanthrope ou l'Atrabilaire amoureux, 1666).
- El médico a palos (Le Médecin malgré lui, 1666).
- Georges Dandin (1668).
- El avaro (L'Avare, 1668).
- Anfitrión (Amphitryon, 1668).
- Tartufo (Tartuffe ou l'imposteur, 1669).
- El señor de Pourceaugnac (Monsieur de Pourceaugnac, 1669).
- El burgués gentilhombre (Le Bourgeois gentilhomme, 1670).
- Los enredos de Scapin (Les Fourberies de Scapin, 1671).
- La condesa de Escarbañás (La comtesse d'Escarbagnas, 1671).
- Las mujeres sabias (Les Femmes savantes, 1672).
- El enfermo imaginario (Le Malade imaginaire, 1673).